# Yōkō-ji
Yōkō-ji (jap.  永光寺;  Świątynia Wiecznego Światła) – klasztor buddyjski w Japonii, należący do szkoły zen tradycji sōtō, założony w XIV w. przez Keizana Jōkina w ówczesnej prowincji Noto (obecnie prefektura Ishikawa) na półwyspie Noto.